# O'Callaghan's Mills
O'Callaghan's Mills (en irlandais : Muillte Uí Cheallacháin, les moulins d'O'Callaghan), aussi appelé O'Callaghansmills est un village du comté de Clare, en Irlande.

## Géographie
O'Callaghan's Mills se trouve dans l'est du comté de Clare, à peu près à mi-chemin entre Ennis et Lough Derg. Le village est desservi par la route R466, à environ 26 km au nord de Limerick City.
Le village fait partie de la paroisse catholique du même nom.
Il tire son nom de la famille O'Callaghan, de grands propriétaires locaux, et d'un moulin construit par John Coonan sur les terres de Cornelius O'Callaghan en 1772.
La paroisse de O'Callaghan's Mills, Kilkishen et Oatfield s'étend de près de Bodyke à près de Sixmilebridge. Elle correspond approximativement aux anciennes paroisses de 
Killuran et Clonlea.
St Patrick's à O'Callaghan's Mills et St Senan's à Kilkishen en sont les églises paroissiales.

## Histoire
Les O'Callaghan  ont été déplacés de la région de Mallow dans le comté de Cork lors de confiscations à la suite de la conquête cromwellienne de l'Irlande dans les années 1650. Ils ont obtenu des terres dans la baronnie de Tulla Lower.

### Histoire paroissiale
Selon la tradition, deux prêtres de la Congrégation de la Mission, ou Vincentiens, rescapés du siège de Limerick en 1651 par les troupes d'Oliver Cromwell, ont desservi pendant plusieurs années la paroisse près de l'église actuelle de St Vincent de Paul à Oatfield.
La première pierre de l'église actuelle de St Patrick à O'Callaghan's Mills a été posée en mars 1839. Elle a été consacrée en mars 1840. Des rénovations majeures ont été entreprises en 1979-80.
La première église de l'ancienne partie Clonlea de la paroisse a probablement été construite à Kilkishen très tôt au XIXe siècle. Il est mentionné dans un rapport de 1811, un différend qui a conduit à la violence sur qui devrait s'asseoir le plus près de l'autel. Une rénovation ou une reconstruction majeure a été achevée en 1865.
L'église St Vincent de Paul a été construite vers 1830, en remplacement d'une chapelle au toit de chaume.
Le toit a été soufflé en janvier 1839.
L'édifice est alors agrandi, avec l'adjonction de deux transepts.
En mai 1966, l'évêque Joseph Rodgers reconsacre l'église.

## Sports
Le club O'Callaghan Mills GAA a remporté le championnat de hurling du comté de Clare à huit reprises. En 1909, la finale départementale est disputée par deux équipes du village ; Les Fireballs et St Patrick's, les Fireballs revendiquant la victoire. Depuis son dernier titre départemental en 1937, le club a terminé deuxième à 7 reprises. L'équipe de hurling paroissiale a remporté le championnat senior B du comté de Clare en 2017. Il s'agissait du premier titre de comté au niveau senior depuis 1937.

## Personnalités locales
Tim Smythe (1905-1982), athlète, politicien et administrateur GAA. Smythe a remporté un certain nombre de compétitions de moyenne à longue distance, dont 10 titres d'Irlande et un titre mondial de cross-country en mars 1931. Il est commémoré par une plaque à l'entrée du lotissement Doonaille à côté de l'école nationale St Patrick.